# ژان اشنوز
ژان اشنوز (به فرانسوی: Jean Echenoz) زاده ۲۶ دسامبر ۱۹۴۷ نویسنده معاصر فرانسوی است. وی در سال ۱۹۹۹ بابت کتاب من راهی میشوم برنده جایزه گنکور شد.